# Synstemon
Synstemon es un género de fanerógamas perteneciente a la familia Brassicaceae.  Comprende 4 especies descritas y de estas, solo 2 aceptadas.

## Taxonomía
El género fue descrito por Víctor Bochántsev y publicado en Botaničeskij Žhurnal (Moscow & Leningrad) 44(10): 1487. 1959[1959].

## Especies aceptadas
A continuación se brinda un listado de las especies del género Synstemon aceptadas hasta septiembre de 2013, ordenadas alfabéticamente. Para cada una se indica el nombre binomial seguido del autor, abreviado según las convenciones y usos.
- Synstemon lulianlianus Al-Shehbaz, T.Y. Cheo & G. Yang
- Synstemon petrovii Botsch.